# いて座KW星

いて座KW星は、太陽から約7,800光年離れたところにある赤色超巨星で、学名はKW Sagittarii（略称はKW Sgr）。直径は太陽の約1,000-1460倍あり、現在知られている恒星の中では特に大きいものの一つとされており、また光度は太陽の176,000-360,000倍あるとされている。この恒星はいて座のOBアソシエーションに位置しており、SRC型の脈動変光星でもある。